# Spolia opima

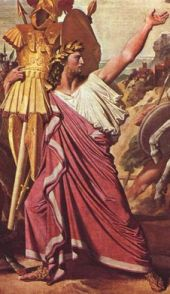
Detalle de la obra de Ingres Rómulo lleva al templo de Júpiter las armas del vencido Acrón (1812), donde se aprecian los spolia opima.

Spolia opima es un término latino que se podría traducir como ricos espolios o trofeos y que hace referencia a la armadura, armas y otros efectos que un general de la antigua Roma se quedaba como trofeo de guerra tras haber vencido al general enemigo en un combate singular en el que sólo hubiesen participado ellos dos. 

## Historia y características

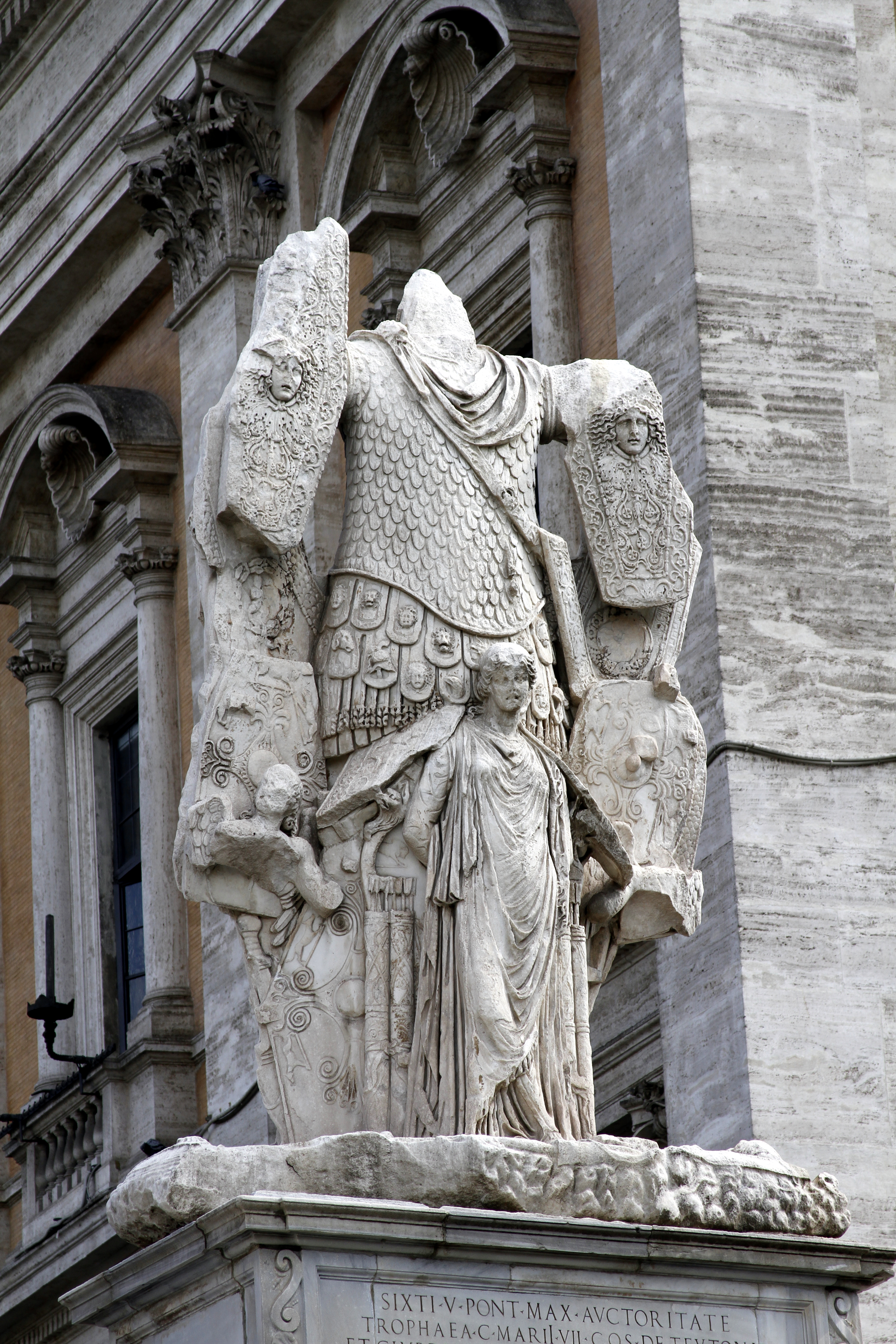
Septiembre 2016 en Roma, Trofeo Mario

A pesar de que entre los romanos existían otros trofeos y condecoraciones de gran valor (como los estandartes o las quillas de las naves enemigas), los spolia opima se consideraban como el trofeo más honorable que se podía obtener y concedían gran fama al general que los conseguía.
Durante la historia de Roma, los romanos sólo reconocieron tres casos en los que los spolia opima fueron otorgados a un general. El primer caso fue el de Rómulo frente a Acrón, rey de los caeninenses; el segundo fue el de Aulo Cornelio Coso, que lo ganó tras derrotar a Lars Tolumnio, rey de los veientes. El tercero y último lo ganó Marco Claudio Marcelo tras derrotar al rey Viridómaro, rey de los galos ínsubros y gaesatae. Esta increíble hazaña no volvió a ser vista hasta que el hijo adoptivo de Augusto Nerón Claudio Druso combatió a múltiples jefes germánicos (por los menos tres) durante su conquista de Germania y los derrotó en «deslumbrantes exhibiciones de duelo de campeones» (12-9 a. C.). Fue especialmente significativo debido al valor que tenía el duelo de campeones en la cultura de las tribus germánicas.
La ceremonia de los spolia opima fue un ritual de la religión estatal que se cree emulaba a las ceremonias arcaicas realizadas por el fundador Rómulo. El vencedor (en latín, victor) adhería la armadura despojada al tronco de un roble, lo portaba él mismo en procesión al Capitolio y lo dedicaba en el templo de Júpiter Feretrio.

## Políticas imperiales
Durante los años tempranos del gobierno de Augusto (todavía conocido como Octaviano), Marco Licinio Craso derrotó a un líder enemigo en combate singular en Macedonia y fue candidato a celebrar el honor de los spolia opima. Dicho hombre era nieto del triunviro Marco Licinio Craso, quien había muerto en la desastrosa batalla de Carras en el año 53 a. C. Su ilustre linaje político le convirtió en un rival potencial para Octaviano, quien bloqueó los honores. Craso podría haber sido también el último romano fuera de la familia imperial en recibir el honor del triunfo.